# Кукель, Владимир Андреевич
Влади́мир Андре́евич Ку́кель (Ку́кель-Крае́вский) (12 июня 1885, Вохоново, Санкт-Петербургская губерния — 19 сентября 1938, Хабаровск) — российский и советский военный моряк, участник Первой мировой войны, активный участник гражданской войны. Репрессирован (1937). Капитан I ранга (5.01.1936)

## Биография
Родился 12 июня 1885 года в деревне Вохнова. Происходит из виленских дворян герба «Лелива»: отец — дипломат Андрей Болеславович Кукель, сын генерал-майора Болеслава Казимировича Кукеля; мать — Мария Геннадьевна Невельская, дочь адмирала Геннадия Ивановича Невельского.
30 августа 1900 года поступил в Морской кадетский корпус, который окончил в 1905 году, получив первый офицерский чин мичмана был назначен во 2-й Флотский экипаж. В 1905—1906 годах находился в заграничном плавании на крейсере «Герцог Эдинбургский». С 1906 служит на эсминце «Туркменец-Ставропольский». 29 марта 1909 года получил чин лейтенанта, продолжал службу на кораблях Балтийского флота. К этому моменту он был награждён орденом Св. Станислава 3-й степени. 15 января 1910 года вступил в законный брак с Ядвигой Людвиговной фон Морр. В 1911 служит на линкоре «Император Александр Второй». С августа того же года младший, а с февраля 1913 старший артиллерийский офицер линкора «Андрей Первозванный». В 1915 за отличия произведён в старшие лейтенанты, в 1916—1917 принимал активное участие в Первой мировой войне: служил на миноносцах «Амурец» (с 18 февраля 1916), «Гаджибей» (с 16 июня 1917). В июне 1917 переведен на Черноморский флот, где 30 октября принимает командование миноносцем эсминец «Свирепый», а весной 1918 года становится командиром эскадренного миноносца «Керчь» (29 марта 1918) — одного из лучших кораблей своего класса.

### Гражданская война
Сразу после Октябрьской революции он со своей командой перешёл на сторону большевиков. В январе 1918 года на «Керчи» участвовал в подавлении контрреволюционного мятежа в Ялте. В апреле 1918 года был одним из организаторов перехода Черноморского флота в Новороссийск. 18 июня 1918 года сыграл ключевую роль в исполнении приказа В. И. Ленина о потоплении флота. После потопления эсминца «Керчь» добрался до Астрахани, был зачислен в Военный флот Астраханского края, в составе которого с 15 августа 1918 принял активное участие в боевых действиях.
В 1918 или 1919 году женится вторично. 3 февраля 1919 года переведён на Балтийский флот и назначен командиром крейсера «Богатырь». В июне 1919 года направлен в Астрахань, где был назначен начальником штаба Морских сил Каспийского моря и Азербайджанского флота, а через месяц — начальником штаба Волжско-Каспийской военной флотилии. В 1919 — 20 годах участвовал в боевых операциях флотилии. 10 мая 1920 года За умелое руководство силами в операции по освобождению форта Александровского награждён орденом Красного Знамени. В июле 1920 года назначен начальником штаба Балтийского флота. В 1920—23 годах занимал различные командные должности на Балтийском флоте, в том числе временно, с января по март, исполнял обязанности его командующего (1921). В 1923 году выпустил книгу «Правда о гибели Черноморского флота в 1918 году», в которой полемизировал с оценками и данными, которые привел в своем первом труде «На „Новике“. Балтийский флот в войну и революцию» Граф Гарольд Карлович. В том же 1923 году уволен от военно-морской службы, впоследствии работал в наркомате по морским делам, судостроительной промышленности и Наркоминделе.

### Дипломат
По приглашению Ф. Ф. Раскольникова отправился на дипломатическую работу в Кабул. С 1923 по 1928 год — 2-й секретарь полпредства в Афганистане. По возвращении из Кабула служил начальником штаба Морской пограничной охраны Приморского края на Дальнем Востоке, жил в Хабаровске. В 1929 году назначен начальником морской пограничной охраны Чёрного моря с базой в Севастополе. В 1932 году был принят в члены ВКП(б). В том же году был командирован сначала в Финляндию, а затем в Геную на верфь итальянской фирмы «Ансальдо» для наблюдения за постройкой, испытанием и принятием двух первых советских пограничных сторожевых кораблей — «Киров» и «Дзержинский». В 1934 году он возглавлял переход этих кораблей из Генуи во Владивосток, за что был награждён орденом Красной Звезды. В 1935 году назначен начальником морской пограничной охраны Дальневосточного округа, штаб находился в Хабаровске.

Капитан I ранга (приказ НКВД № 5 от 5 января 1936 года).
18 сентября 1937 года арестован НКВД. 16 сентября 1938 года осуждён Военной коллегией Верховного суда СССР (выездная сессия) по статьям 58-1б, 58-8, 58-9, 58-11 УК РСФСР. Приговорён к расстрелу. 19 сентября 1938 года расстрелян в Хабаровске.
16 марта 1957 года реабилитирован по определению Военной коллегии Верховного суда СССР за отсутствием состава преступления.

## Семья
Жёны
- Ядвига Людвиговна фон Морр
- Мария Александровна Ильенко (15 июля 1897 — 9 июля 1987)

Дети
- Николай Владимирович Кукель-Краевский (16 ноября 1921 — 11 июля 2017) — участник Великой Отечественной войны[5], председатель райисполкома Центрального Района Омска (1964).
- Елена Владимировна Кукель-Краевская (р. 29 января 1924) — старший преподаватель кафедры физики Омского государственного университета.

Внуки
- Юрий Николаевич Кукель-Краевский (р. 1 мая 1946)
- Александр Николаевич Кукель-Краевский (р. 9 августа 1955) — и. о. руководителя Управления ФССП по Омской области.
- Вера Витальевна (р. 25 декабря 1956)

### Генеалогическое древо
|                                                   |                                                   |                                                   |                                                   |                                                   |                                                   |  |  | Герб «Лелива»                                      | Герб «Лелива»                                      | Герб «Лелива»                                      | Герб «Лелива»                                      | Герб «Лелива»                                      | Герб «Лелива»                                      |  |  | VII к.                                            | VII к.                                            | VII к.                                            | VII к.                                            | VII к.                                            | VII к.                                            |  |  |                                         |                                         |                                         |                                         |                                         |                                         |                                        |                                        |                                               |                                               |                                               |                                               |                                               |                                               |                                          |                                          |                                              |                                              |                                              |                                              |                                              |                                              |  |  |  |  |  |  |  |  |  |  |  |  |  |  |  |  |  |  |  |  |  |  |
|                                                   |                                                   |                                                   |                                                   |                                                   |                                                   |  |  | Герб «Лелива»                                      | Герб «Лелива»                                      | Герб «Лелива»                                      | Герб «Лелива»                                      | Герб «Лелива»                                      | Герб «Лелива»                                      |  |  | VII к.                                            | VII к.                                            | VII к.                                            | VII к.                                            | VII к.                                            | VII к.                                            |  |  |                                         |                                         |                                         |                                         |                                         |                                         |                                        |                                        |                                               |                                               |                                               |                                               |                                               |                                               |                                          |                                          |                                              |                                              |                                              |                                              |                                              |                                              |  |  |  |  |  |  |  |  |  |  |  |  |  |  |  |  |  |  |  |  |  |  |
|                                                   |                                                   |                                                   |                                                   |                                                   |                                                   |  |  |                                                    |                                                    |                                                    |                                                    |                                                    |                                                    |  |  | Кукель Казимир Юстинович (р. 1792)                | Кукель Казимир Юстинович (р. 1792)                | Кукель Казимир Юстинович (р. 1792)                | Кукель Казимир Юстинович (р. 1792)                | Кукель Казимир Юстинович (р. 1792)                | Кукель Казимир Юстинович (р. 1792)                |  |  |                                         |                                         |                                         |                                         |                                         |                                         |                                        |                                        | Невельской Иван Алексеевич (1776—1821)        | Невельской Иван Алексеевич (1776—1821)        | Невельской Иван Алексеевич (1776—1821)        | Невельской Иван Алексеевич (1776—1821)        | Невельской Иван Алексеевич (1776—1821)        | Невельской Иван Алексеевич (1776—1821)        |                                          |                                          |                                              |                                              |                                              |                                              |                                              |                                              |  |  |  |  |  |  |  |  |  |  |  |  |  |  |  |  |  |  |  |  |  |  |
|                                                   |                                                   |                                                   |                                                   |                                                   |                                                   |  |  |                                                    |                                                    |                                                    |                                                    |                                                    |                                                    |  |  | Кукель Казимир Юстинович (р. 1792)                | Кукель Казимир Юстинович (р. 1792)                | Кукель Казимир Юстинович (р. 1792)                | Кукель Казимир Юстинович (р. 1792)                | Кукель Казимир Юстинович (р. 1792)                | Кукель Казимир Юстинович (р. 1792)                |  |  |                                         |                                         |                                         |                                         |                                         |                                         |                                        |                                        | Невельской Иван Алексеевич (1776—1821)        | Невельской Иван Алексеевич (1776—1821)        | Невельской Иван Алексеевич (1776—1821)        | Невельской Иван Алексеевич (1776—1821)        | Невельской Иван Алексеевич (1776—1821)        | Невельской Иван Алексеевич (1776—1821)        |                                          |                                          |                                              |                                              |                                              |                                              |                                              |                                              |  |  |  |  |  |  |  |  |  |  |  |  |  |  |  |  |  |  |  |  |  |  |
|                                                   |                                                   |                                                   |                                                   |                                                   |                                                   |  |  |                                                    |                                                    |                                                    |                                                    |                                                    |                                                    |  |  |                                                   |                                                   |                                                   |                                                   |                                                   |                                                   |  |  |                                         |                                         |                                         |                                         |                                         |                                         |                                        |                                        |                                               |                                               |                                               |                                               |                                               |                                               |                                          |                                          |                                              |                                              |                                              |                                              |                                              |                                              |  |  |  |  |  |  |  |  |  |  |  |  |  |  |  |  |  |  |  |  |  |  |
| Кукель Бронислав Казимирович (1832—1914)          | Кукель Бронислав Казимирович (1832—1914)          | Кукель Бронислав Казимирович (1832—1914)          | Кукель Бронислав Казимирович (1832—1914)          | Кукель Бронислав Казимирович (1832—1914)          | Кукель Бронислав Казимирович (1832—1914)          |  |  | Кукель Елена Казимировна (1837—?)                  | Кукель Елена Казимировна (1837—?)                  | Кукель Елена Казимировна (1837—?)                  | Кукель Елена Казимировна (1837—?)                  | Кукель Елена Казимировна (1837—?)                  | Кукель Елена Казимировна (1837—?)                  |  |  | Кукель Болеслав Казимирович (1829—1869)           | Кукель Болеслав Казимирович (1829—1869)           | Кукель Болеслав Казимирович (1829—1869)           | Кукель Болеслав Казимирович (1829—1869)           | Кукель Болеслав Казимирович (1829—1869)           | Кукель Болеслав Казимирович (1829—1869)           |  |  | Чечотт Леонтина Казимировна (1842—1924) | Чечотт Леонтина Казимировна (1842—1924) | Чечотт Леонтина Казимировна (1842—1924) | Чечотт Леонтина Казимировна (1842—1924) | Чечотт Леонтина Казимировна (1842—1924) | Чечотт Леонтина Казимировна (1842—1924) |                                        |                                        | Невельской Геннадий Иванович (1813—1876)      | Невельской Геннадий Иванович (1813—1876)      | Невельской Геннадий Иванович (1813—1876)      | Невельской Геннадий Иванович (1813—1876)      | Невельской Геннадий Иванович (1813—1876)      | Невельской Геннадий Иванович (1813—1876)      |                                          |                                          | Ельчанинова Екатеринa Николаевнa (1831—1879) | Ельчанинова Екатеринa Николаевнa (1831—1879) | Ельчанинова Екатеринa Николаевнa (1831—1879) | Ельчанинова Екатеринa Николаевнa (1831—1879) | Ельчанинова Екатеринa Николаевнa (1831—1879) | Ельчанинова Екатеринa Николаевнa (1831—1879) |  |  |  |  |  |  |  |  |  |  |  |  |  |  |  |  |  |  |  |  |  |  |
| Кукель Бронислав Казимирович (1832—1914)          | Кукель Бронислав Казимирович (1832—1914)          | Кукель Бронислав Казимирович (1832—1914)          | Кукель Бронислав Казимирович (1832—1914)          | Кукель Бронислав Казимирович (1832—1914)          | Кукель Бронислав Казимирович (1832—1914)          |  |  | Кукель Елена Казимировна (1837—?)                  | Кукель Елена Казимировна (1837—?)                  | Кукель Елена Казимировна (1837—?)                  | Кукель Елена Казимировна (1837—?)                  | Кукель Елена Казимировна (1837—?)                  | Кукель Елена Казимировна (1837—?)                  |  |  | Кукель Болеслав Казимирович (1829—1869)           | Кукель Болеслав Казимирович (1829—1869)           | Кукель Болеслав Казимирович (1829—1869)           | Кукель Болеслав Казимирович (1829—1869)           | Кукель Болеслав Казимирович (1829—1869)           | Кукель Болеслав Казимирович (1829—1869)           |  |  | Чечотт Леонтина Казимировна (1842—1924) | Чечотт Леонтина Казимировна (1842—1924) | Чечотт Леонтина Казимировна (1842—1924) | Чечотт Леонтина Казимировна (1842—1924) | Чечотт Леонтина Казимировна (1842—1924) | Чечотт Леонтина Казимировна (1842—1924) |                                        |                                        | Невельской Геннадий Иванович (1813—1876)      | Невельской Геннадий Иванович (1813—1876)      | Невельской Геннадий Иванович (1813—1876)      | Невельской Геннадий Иванович (1813—1876)      | Невельской Геннадий Иванович (1813—1876)      | Невельской Геннадий Иванович (1813—1876)      |                                          |                                          | Ельчанинова Екатеринa Николаевнa (1831—1879) | Ельчанинова Екатеринa Николаевнa (1831—1879) | Ельчанинова Екатеринa Николаевнa (1831—1879) | Ельчанинова Екатеринa Николаевнa (1831—1879) | Ельчанинова Екатеринa Николаевнa (1831—1879) | Ельчанинова Екатеринa Николаевнa (1831—1879) |  |  |  |  |  |  |  |  |  |  |  |  |  |  |  |  |  |  |  |  |  |  |
|                                                   |                                                   |                                                   |                                                   |                                                   |                                                   |  |  |                                                    |                                                    |                                                    |                                                    |                                                    |                                                    |  |  |                                                   |                                                   |                                                   |                                                   |                                                   |                                                   |  |  |                                         |                                         |                                         |                                         |                                         |                                         |                                        |                                        |                                               |                                               |                                               |                                               |                                               |                                               |                                          |                                          |                                              |                                              |                                              |                                              |                                              |                                              |  |  |  |  |  |  |  |  |  |  |  |  |  |  |  |  |  |  |  |  |  |  |
|                                                   |                                                   |                                                   |                                                   |                                                   |                                                   |  |  |                                                    |                                                    |                                                    |                                                    |                                                    |                                                    |  |  |                                                   |                                                   |                                                   |                                                   |                                                   |                                                   |  |  |                                         |                                         |                                         |                                         |                                         |                                         |                                        |                                        |                                               |                                               |                                               |                                               |                                               |                                               |                                          |                                          |                                              |                                              |                                              |                                              |                                              |                                              |  |  |  |  |  |  |  |  |  |  |  |  |  |  |  |  |  |  |  |  |  |  |
| Кукель-Краевский Владислав Брониславович (1869—?) | Кукель-Краевский Владислав Брониславович (1869—?) | Кукель-Краевский Владислав Брониславович (1869—?) | Кукель-Краевский Владислав Брониславович (1869—?) | Кукель-Краевский Владислав Брониславович (1869—?) | Кукель-Краевский Владислав Брониславович (1869—?) |  |  | Кукель Сигизмунд Брониславович (1870—?)            | Кукель Сигизмунд Брониславович (1870—?)            | Кукель Сигизмунд Брониславович (1870—?)            | Кукель Сигизмунд Брониславович (1870—?)            | Кукель Сигизмунд Брониславович (1870—?)            | Кукель Сигизмунд Брониславович (1870—?)            |  |  | Кукель Василий Болеславович (1854—?)              | Кукель Василий Болеславович (1854—?)              | Кукель Василий Болеславович (1854—?)              | Кукель Василий Болеславович (1854—?)              | Кукель Василий Болеславович (1854—?)              | Кукель Василий Болеславович (1854—?)              |  |  |                                         |                                         |                                         |                                         | Кукель Андрей Болеславович (1860—1894)  | Кукель Андрей Болеславович (1860—1894)  | Кукель Андрей Болеславович (1860—1894) | Кукель Андрей Болеславович (1860—1894) | Кукель Андрей Болеславович (1860—1894)        | Кукель Андрей Болеславович (1860—1894)        |                                               |                                               | Невельская Мария Геннадьевна (1855—1917)      | Невельская Мария Геннадьевна (1855—1917)      | Невельская Мария Геннадьевна (1855—1917) | Невельская Мария Геннадьевна (1855—1917) | Невельская Мария Геннадьевна (1855—1917)     | Невельская Мария Геннадьевна (1855—1917)     |                                              |                                              |                                              |                                              |  |  |  |  |  |  |  |  |  |  |  |  |  |  |  |  |  |  |  |  |  |  |
| Кукель-Краевский Владислав Брониславович (1869—?) | Кукель-Краевский Владислав Брониславович (1869—?) | Кукель-Краевский Владислав Брониславович (1869—?) | Кукель-Краевский Владислав Брониславович (1869—?) | Кукель-Краевский Владислав Брониславович (1869—?) | Кукель-Краевский Владислав Брониславович (1869—?) |  |  | Кукель Сигизмунд Брониславович (1870—?)            | Кукель Сигизмунд Брониславович (1870—?)            | Кукель Сигизмунд Брониславович (1870—?)            | Кукель Сигизмунд Брониславович (1870—?)            | Кукель Сигизмунд Брониславович (1870—?)            | Кукель Сигизмунд Брониславович (1870—?)            |  |  | Кукель Василий Болеславович (1854—?)              | Кукель Василий Болеславович (1854—?)              | Кукель Василий Болеславович (1854—?)              | Кукель Василий Болеславович (1854—?)              | Кукель Василий Болеславович (1854—?)              | Кукель Василий Болеславович (1854—?)              |  |  |                                         |                                         |                                         |                                         | Кукель Андрей Болеславович (1860—1894)  | Кукель Андрей Болеславович (1860—1894)  | Кукель Андрей Болеславович (1860—1894) | Кукель Андрей Болеславович (1860—1894) | Кукель Андрей Болеславович (1860—1894)        | Кукель Андрей Болеславович (1860—1894)        |                                               |                                               | Невельская Мария Геннадьевна (1855—1917)      | Невельская Мария Геннадьевна (1855—1917)      | Невельская Мария Геннадьевна (1855—1917) | Невельская Мария Геннадьевна (1855—1917) | Невельская Мария Геннадьевна (1855—1917)     | Невельская Мария Геннадьевна (1855—1917)     |                                              |                                              |                                              |                                              |  |  |  |  |  |  |  |  |  |  |  |  |  |  |  |  |  |  |  |  |  |  |
|                                                   |                                                   |                                                   |                                                   |                                                   |                                                   |  |  |                                                    |                                                    |                                                    |                                                    |                                                    |                                                    |  |  |                                                   |                                                   |                                                   |                                                   |                                                   |                                                   |  |  |                                         |                                         |                                         |                                         |                                         |                                         |                                        |                                        |                                               |                                               |                                               |                                               |                                               |                                               |                                          |                                          |                                              |                                              |                                              |                                              |                                              |                                              |  |  |  |  |  |  |  |  |  |  |  |  |  |  |  |  |  |  |  |  |  |  |
|                                                   |                                                   |                                                   |                                                   |                                                   |                                                   |  |  |                                                    |                                                    |                                                    |                                                    |                                                    |                                                    |  |  |                                                   |                                                   |                                                   |                                                   |                                                   |                                                   |  |  |                                         |                                         |                                         |                                         |                                         |                                         |                                        |                                        |                                               |                                               |                                               |                                               |                                               |                                               |                                          |                                          |                                              |                                              |                                              |                                              |                                              |                                              |  |  |  |  |  |  |  |  |  |  |  |  |  |  |  |  |  |  |  |  |  |  |
|                                                   |                                                   |                                                   |                                                   |                                                   |                                                   |  |  |                                                    |                                                    |                                                    |                                                    |                                                    |                                                    |  |  | Кукель-Краевский Владимир Андреевич (1885—1938)   | Кукель-Краевский Владимир Андреевич (1885—1938)   | Кукель-Краевский Владимир Андреевич (1885—1938)   | Кукель-Краевский Владимир Андреевич (1885—1938)   | Кукель-Краевский Владимир Андреевич (1885—1938)   | Кукель-Краевский Владимир Андреевич (1885—1938)   |  |  |                                         |                                         |                                         |                                         |                                         |                                         |                                        |                                        | Кукель-Краевский Сергей Андреевич (1883—1941) | Кукель-Краевский Сергей Андреевич (1883—1941) | Кукель-Краевский Сергей Андреевич (1883—1941) | Кукель-Краевский Сергей Андреевич (1883—1941) | Кукель-Краевский Сергей Андреевич (1883—1941) | Кукель-Краевский Сергей Андреевич (1883—1941) |                                          |                                          |                                              |                                              |                                              |                                              |                                              |                                              |  |  |  |  |  |  |  |  |  |  |  |  |  |  |  |  |  |  |  |  |  |  |
|                                                   |                                                   |                                                   |                                                   |                                                   |                                                   |  |  |                                                    |                                                    |                                                    |                                                    |                                                    |                                                    |  |  | Кукель-Краевский Владимир Андреевич (1885—1938)   | Кукель-Краевский Владимир Андреевич (1885—1938)   | Кукель-Краевский Владимир Андреевич (1885—1938)   | Кукель-Краевский Владимир Андреевич (1885—1938)   | Кукель-Краевский Владимир Андреевич (1885—1938)   | Кукель-Краевский Владимир Андреевич (1885—1938)   |  |  |                                         |                                         |                                         |                                         |                                         |                                         |                                        |                                        | Кукель-Краевский Сергей Андреевич (1883—1941) | Кукель-Краевский Сергей Андреевич (1883—1941) | Кукель-Краевский Сергей Андреевич (1883—1941) | Кукель-Краевский Сергей Андреевич (1883—1941) | Кукель-Краевский Сергей Андреевич (1883—1941) | Кукель-Краевский Сергей Андреевич (1883—1941) |                                          |                                          |                                              |                                              |                                              |                                              |                                              |                                              |  |  |  |  |  |  |  |  |  |  |  |  |  |  |  |  |  |  |  |  |  |  |
|                                                   |                                                   |                                                   |                                                   |                                                   |                                                   |  |  |                                                    |                                                    |                                                    |                                                    |                                                    |                                                    |  |  |                                                   |                                                   |                                                   |                                                   |                                                   |                                                   |  |  |                                         |                                         |                                         |                                         |                                         |                                         |                                        |                                        |                                               |                                               |                                               |                                               |                                               |                                               |                                          |                                          |                                              |                                              |                                              |                                              |                                              |                                              |  |  |  |  |  |  |  |  |  |  |  |  |  |  |  |  |  |  |  |  |  |  |
| Кукель-Краевская Елена Владимировна (1924—?)      | Кукель-Краевская Елена Владимировна (1924—?)      | Кукель-Краевская Елена Владимировна (1924—?)      | Кукель-Краевская Елена Владимировна (1924—?)      | Кукель-Краевская Елена Владимировна (1924—?)      | Кукель-Краевская Елена Владимировна (1924—?)      |  |  |                                                    |                                                    |                                                    |                                                    |                                                    |                                                    |  |  | Кукель-Краевский Николай Владимирович (1921—2017) | Кукель-Краевский Николай Владимирович (1921—2017) | Кукель-Краевский Николай Владимирович (1921—2017) | Кукель-Краевский Николай Владимирович (1921—2017) | Кукель-Краевский Николай Владимирович (1921—2017) | Кукель-Краевский Николай Владимирович (1921—2017) |  |  | Гребенщикова Нина Сергеевна (1904—1979) | Гребенщикова Нина Сергеевна (1904—1979) | Гребенщикова Нина Сергеевна (1904—1979) | Гребенщикова Нина Сергеевна (1904—1979) | Гребенщикова Нина Сергеевна (1904—1979) | Гребенщикова Нина Сергеевна (1904—1979) |                                        |                                        | Кукель-Краевский Андрей Сергеевич (1910—1990) | Кукель-Краевский Андрей Сергеевич (1910—1990) | Кукель-Краевский Андрей Сергеевич (1910—1990) | Кукель-Краевский Андрей Сергеевич (1910—1990) | Кукель-Краевский Андрей Сергеевич (1910—1990) | Кукель-Краевский Андрей Сергеевич (1910—1990) |                                          |                                          | Кукель-Краевская Анна Сергеевна (1908—1973)  | Кукель-Краевская Анна Сергеевна (1908—1973)  | Кукель-Краевская Анна Сергеевна (1908—1973)  | Кукель-Краевская Анна Сергеевна (1908—1973)  | Кукель-Краевская Анна Сергеевна (1908—1973)  | Кукель-Краевская Анна Сергеевна (1908—1973)  |  |  |  |  |  |  |  |  |  |  |  |  |  |  |  |  |  |  |  |  |  |  |
| Кукель-Краевская Елена Владимировна (1924—?)      | Кукель-Краевская Елена Владимировна (1924—?)      | Кукель-Краевская Елена Владимировна (1924—?)      | Кукель-Краевская Елена Владимировна (1924—?)      | Кукель-Краевская Елена Владимировна (1924—?)      | Кукель-Краевская Елена Владимировна (1924—?)      |  |  |                                                    |                                                    |                                                    |                                                    |                                                    |                                                    |  |  | Кукель-Краевский Николай Владимирович (1921—2017) | Кукель-Краевский Николай Владимирович (1921—2017) | Кукель-Краевский Николай Владимирович (1921—2017) | Кукель-Краевский Николай Владимирович (1921—2017) | Кукель-Краевский Николай Владимирович (1921—2017) | Кукель-Краевский Николай Владимирович (1921—2017) |  |  | Гребенщикова Нина Сергеевна (1904—1979) | Гребенщикова Нина Сергеевна (1904—1979) | Гребенщикова Нина Сергеевна (1904—1979) | Гребенщикова Нина Сергеевна (1904—1979) | Гребенщикова Нина Сергеевна (1904—1979) | Гребенщикова Нина Сергеевна (1904—1979) |                                        |                                        | Кукель-Краевский Андрей Сергеевич (1910—1990) | Кукель-Краевский Андрей Сергеевич (1910—1990) | Кукель-Краевский Андрей Сергеевич (1910—1990) | Кукель-Краевский Андрей Сергеевич (1910—1990) | Кукель-Краевский Андрей Сергеевич (1910—1990) | Кукель-Краевский Андрей Сергеевич (1910—1990) |                                          |                                          | Кукель-Краевская Анна Сергеевна (1908—1973)  | Кукель-Краевская Анна Сергеевна (1908—1973)  | Кукель-Краевская Анна Сергеевна (1908—1973)  | Кукель-Краевская Анна Сергеевна (1908—1973)  | Кукель-Краевская Анна Сергеевна (1908—1973)  | Кукель-Краевская Анна Сергеевна (1908—1973)  |  |  |  |  |  |  |  |  |  |  |  |  |  |  |  |  |  |  |  |  |  |  |
|                                                   |                                                   |                                                   |                                                   |                                                   |                                                   |  |  |                                                    |                                                    |                                                    |                                                    |                                                    |                                                    |  |  |                                                   |                                                   |                                                   |                                                   |                                                   |                                                   |  |  |                                         |                                         |                                         |                                         |                                         |                                         |                                        |                                        |                                               |                                               |                                               |                                               |                                               |                                               |                                          |                                          |                                              |                                              |                                              |                                              |                                              |                                              |  |  |  |  |  |  |  |  |  |  |  |  |  |  |  |  |  |  |  |  |  |  |
| Кукель-Краевская Вера Витальевна (р. 1956)        | Кукель-Краевская Вера Витальевна (р. 1956)        | Кукель-Краевская Вера Витальевна (р. 1956)        | Кукель-Краевская Вера Витальевна (р. 1956)        | Кукель-Краевская Вера Витальевна (р. 1956)        | Кукель-Краевская Вера Витальевна (р. 1956)        |  |  | Кукель-Краевский Александр Николаевич (р. 1955)    | Кукель-Краевский Александр Николаевич (р. 1955)    | Кукель-Краевский Александр Николаевич (р. 1955)    | Кукель-Краевский Александр Николаевич (р. 1955)    | Кукель-Краевский Александр Николаевич (р. 1955)    | Кукель-Краевский Александр Николаевич (р. 1955)    |  |  | Кукель-Краевский Юрий Николаевич (р. 1946)        | Кукель-Краевский Юрий Николаевич (р. 1946)        | Кукель-Краевский Юрий Николаевич (р. 1946)        | Кукель-Краевский Юрий Николаевич (р. 1946)        | Кукель-Краевский Юрий Николаевич (р. 1946)        | Кукель-Краевский Юрий Николаевич (р. 1946)        |  |  | Миляева Наталия Андреевна (1946—2017)   | Миляева Наталия Андреевна (1946—2017)   | Миляева Наталия Андреевна (1946—2017)   | Миляева Наталия Андреевна (1946—2017)   | Миляева Наталия Андреевна (1946—2017)   | Миляева Наталия Андреевна (1946—2017)   |                                        |                                        | Кукель-Краевский Сергей Андреевич (р. 1949)   | Кукель-Краевский Сергей Андреевич (р. 1949)   | Кукель-Краевский Сергей Андреевич (р. 1949)   | Кукель-Краевский Сергей Андреевич (р. 1949)   | Кукель-Краевский Сергей Андреевич (р. 1949)   | Кукель-Краевский Сергей Андреевич (р. 1949)   |                                          |                                          |                                              |                                              |                                              |                                              |                                              |                                              |  |  |  |  |  |  |  |  |  |  |  |  |  |  |  |  |  |  |  |  |  |  |
| Кукель-Краевская Вера Витальевна (р. 1956)        | Кукель-Краевская Вера Витальевна (р. 1956)        | Кукель-Краевская Вера Витальевна (р. 1956)        | Кукель-Краевская Вера Витальевна (р. 1956)        | Кукель-Краевская Вера Витальевна (р. 1956)        | Кукель-Краевская Вера Витальевна (р. 1956)        |  |  | Кукель-Краевский Александр Николаевич (р. 1955)    | Кукель-Краевский Александр Николаевич (р. 1955)    | Кукель-Краевский Александр Николаевич (р. 1955)    | Кукель-Краевский Александр Николаевич (р. 1955)    | Кукель-Краевский Александр Николаевич (р. 1955)    | Кукель-Краевский Александр Николаевич (р. 1955)    |  |  | Кукель-Краевский Юрий Николаевич (р. 1946)        | Кукель-Краевский Юрий Николаевич (р. 1946)        | Кукель-Краевский Юрий Николаевич (р. 1946)        | Кукель-Краевский Юрий Николаевич (р. 1946)        | Кукель-Краевский Юрий Николаевич (р. 1946)        | Кукель-Краевский Юрий Николаевич (р. 1946)        |  |  | Миляева Наталия Андреевна (1946—2017)   | Миляева Наталия Андреевна (1946—2017)   | Миляева Наталия Андреевна (1946—2017)   | Миляева Наталия Андреевна (1946—2017)   | Миляева Наталия Андреевна (1946—2017)   | Миляева Наталия Андреевна (1946—2017)   |                                        |                                        | Кукель-Краевский Сергей Андреевич (р. 1949)   | Кукель-Краевский Сергей Андреевич (р. 1949)   | Кукель-Краевский Сергей Андреевич (р. 1949)   | Кукель-Краевский Сергей Андреевич (р. 1949)   | Кукель-Краевский Сергей Андреевич (р. 1949)   | Кукель-Краевский Сергей Андреевич (р. 1949)   |                                          |                                          |                                              |                                              |                                              |                                              |                                              |                                              |  |  |  |  |  |  |  |  |  |  |  |  |  |  |  |  |  |  |  |  |  |  |
|                                                   |                                                   |                                                   |                                                   |                                                   |                                                   |  |  |                                                    |                                                    |                                                    |                                                    |                                                    |                                                    |  |  |                                                   |                                                   |                                                   |                                                   |                                                   |                                                   |  |  |                                         |                                         |                                         |                                         |                                         |                                         |                                        |                                        |                                               |                                               |                                               |                                               |                                               |                                               |                                          |                                          |                                              |                                              |                                              |                                              |                                              |                                              |  |  |  |  |  |  |  |  |  |  |  |  |  |  |  |  |  |  |  |  |  |  |
| Калинкина Ирина Александровна (р. 1985)           | Калинкина Ирина Александровна (р. 1985)           | Калинкина Ирина Александровна (р. 1985)           | Калинкина Ирина Александровна (р. 1985)           | Калинкина Ирина Александровна (р. 1985)           | Калинкина Ирина Александровна (р. 1985)           |  |  | Кукель-Краевская Екатерина Александровна (р. 1991) | Кукель-Краевская Екатерина Александровна (р. 1991) | Кукель-Краевская Екатерина Александровна (р. 1991) | Кукель-Краевская Екатерина Александровна (р. 1991) | Кукель-Краевская Екатерина Александровна (р. 1991) | Кукель-Краевская Екатерина Александровна (р. 1991) |  |  | Кукель-Краевский Андрей Юрьевич (р. 1979)         | Кукель-Краевский Андрей Юрьевич (р. 1979)         | Кукель-Краевский Андрей Юрьевич (р. 1979)         | Кукель-Краевский Андрей Юрьевич (р. 1979)         | Кукель-Краевский Андрей Юрьевич (р. 1979)         | Кукель-Краевский Андрей Юрьевич (р. 1979)         |  |  |                                         |                                         |                                         |                                         |                                         |                                         |                                        |                                        | Кукель-Краевский Болеслав Сергеевич (р. 1975) | Кукель-Краевский Болеслав Сергеевич (р. 1975) | Кукель-Краевский Болеслав Сергеевич (р. 1975) | Кукель-Краевский Болеслав Сергеевич (р. 1975) | Кукель-Краевский Болеслав Сергеевич (р. 1975) | Кукель-Краевский Болеслав Сергеевич (р. 1975) |                                          |                                          |                                              |                                              |                                              |                                              |                                              |                                              |  |  |  |  |  |  |  |  |  |  |  |  |  |  |  |  |  |  |  |  |  |  |
| Калинкина Ирина Александровна (р. 1985)           | Калинкина Ирина Александровна (р. 1985)           | Калинкина Ирина Александровна (р. 1985)           | Калинкина Ирина Александровна (р. 1985)           | Калинкина Ирина Александровна (р. 1985)           | Калинкина Ирина Александровна (р. 1985)           |  |  | Кукель-Краевская Екатерина Александровна (р. 1991) | Кукель-Краевская Екатерина Александровна (р. 1991) | Кукель-Краевская Екатерина Александровна (р. 1991) | Кукель-Краевская Екатерина Александровна (р. 1991) | Кукель-Краевская Екатерина Александровна (р. 1991) | Кукель-Краевская Екатерина Александровна (р. 1991) |  |  | Кукель-Краевский Андрей Юрьевич (р. 1979)         | Кукель-Краевский Андрей Юрьевич (р. 1979)         | Кукель-Краевский Андрей Юрьевич (р. 1979)         | Кукель-Краевский Андрей Юрьевич (р. 1979)         | Кукель-Краевский Андрей Юрьевич (р. 1979)         | Кукель-Краевский Андрей Юрьевич (р. 1979)         |  |  |                                         |                                         |                                         |                                         |                                         |                                         |                                        |                                        | Кукель-Краевский Болеслав Сергеевич (р. 1975) | Кукель-Краевский Болеслав Сергеевич (р. 1975) | Кукель-Краевский Болеслав Сергеевич (р. 1975) | Кукель-Краевский Болеслав Сергеевич (р. 1975) | Кукель-Краевский Болеслав Сергеевич (р. 1975) | Кукель-Краевский Болеслав Сергеевич (р. 1975) |                                          |                                          |                                              |                                              |                                              |                                              |                                              |                                              |  |  |  |  |  |  |  |  |  |  |  |  |  |  |  |  |  |  |  |  |  |  |
|                                                   |                                                   |                                                   |                                                   |                                                   |                                                   |  |  |                                                    |                                                    |                                                    |                                                    |                                                    |                                                    |  |  | Кукель-Краевский Максим Андреевич (р. 2009)       | Кукель-Краевский Максим Андреевич (р. 2009)       | Кукель-Краевский Максим Андреевич (р. 2009)       | Кукель-Краевский Максим Андреевич (р. 2009)       | Кукель-Краевский Максим Андреевич (р. 2009)       | Кукель-Краевский Максим Андреевич (р. 2009)       |  |  |                                         |                                         |                                         |                                         |                                         |                                         |                                        |                                        | Кукель-Краевский Ермил Болеславович (р. 1999) | Кукель-Краевский Ермил Болеславович (р. 1999) | Кукель-Краевский Ермил Болеславович (р. 1999) | Кукель-Краевский Ермил Болеславович (р. 1999) | Кукель-Краевский Ермил Болеславович (р. 1999) | Кукель-Краевский Ермил Болеславович (р. 1999) |                                          |                                          |                                              |                                              |                                              |                                              |                                              |                                              |  |  |  |  |  |  |  |  |  |  |  |  |  |  |  |  |  |  |  |  |  |  |

## Произведения
- Записки командира эскадренного миноносца «Керчь» Владимира Кукеля. — 1918.
- Правда о гибели Черноморского флота в 1918 году. — 1923.